# Puchar Świata w Zapasach 2008
Zawody Pucharu Świata w 2008 roku
- w stylu klasycznym mężczyzn rywalizowano pomiędzy 28-29 lutego w Szombathely (Węgry),
- w stylu wolnym mężczyzn zawody rozegrano w dniach 16 i 17 lutego we Władykaukazie (Rosja),
- a kobiety walczyły w dniach 19-20 stycznia w Taiyuan (Chiny).

## Styl klasyczny

### Ostateczna kolejność drużynowa
| Poz. | Państwo           |
| ---- | ----------------- |
|      | Rosja             |
|      | Węgry             |
|      | Iran              |
| 4.   | Gruzja            |
| 5.   | Korea Południowa  |
| 6.   | Stany Zjednoczone |

## Styl wolny

### Ostateczna kolejność drużynowa
| Poz. | Państwo           |
| ---- | ----------------- |
|      | Rosja             |
|      | Kuba              |
|      | Uzbekistan        |
| 4.   | Ukraina           |
| 5.   | Stany Zjednoczone |
| 6.   | Turcja            |

## Styl wolny - kobiety

### Ostateczna kolejność drużynowa
| Poz. | Państwo           |
| ---- | ----------------- |
|      | Chiny             |
|      | Stany Zjednoczone |
|      | Japonia           |
| 4.   | Kazachstan        |
| 5.   | Ukraina           |
| 6.   | Kanada            |